# Netroots
Der Begriff Netroots wurde 2002 von Jerome Armstrong, einem politischen Blogger, erfunden für politischen Aktivismus durch Blogs und anderen Online-Medien wie Wikis und sozialen netzwerken. Es ist ein Kofferwort aus Internet und Grassroots, wegen der technologischen innovationen, die Netroots von anderen Formen politischer Mitwirkung hervorhebt. In den Vereinigten Staaten wird es überwiegend von linken Gruppen benutzt.
Der Term überlappt mit den verwandten Konzepten von E-Demokratie, partizipatorischer Demokratie und Open Source Governance, die jedoch spezifischer, besser definiert sind und mehr akzeptiert werden. Netroots Outreach ist eine Kampagnen-orientierte Aktivität, die das Netz für die Ergänzung traditioneller Aktivitäten benutzt, beispielsweise die Zusammenarbeit mit der Graswurzelbewegung, in der Stimmen gesammelt und Bemühungen auf lokalen und regionalen Ebenen organisiert wurden durch das Zusammenbinden. Zu diesen Bemühungen gehören Meetup und die Netroots-Grassroots-Vereinigung, die die Wahl von Howard Dean zum DNC-Vorsitzenden im Januar 2005 unterstützte.
Hin und wieder wird der Begriff synonym mit dem Begriff Blogosphäre benutzt; allerdings wird die Blogosphäre als Teilmenge von Netroots betrachtet, denn es beschreibt nur die Online-Gemeinschaft von Blogs, wobei Netroots dazu noch mehrere liberale Außenposten online umfasst, wie MoveOn und Think Progress.
Fürsprecher meinen, dass die hauptsächlichen Eigenschaften von Netroots seine Dezentralisiertheit und Verbindungsfähigkeit im Netz seien, dass es Kommunikationspunkte bildet, dessen Ziel es ist, traditionelle Medien zu beeinflussen, die aber nicht direkt auswärts gerichtet werden. Das Netroots zeigt sich als nichthierarchisch und dezentralisiert durch Events wie blogswarm.

## Amerikanische Herkunft des Begriffs
Die erste bekannte Benutzung des Terms in seinen modernen definitionen ist Netroots for Howard Dean durch Jerome Armstrong im Dezember 2002 auf MyDD. Howard Dean war einer der Ersten, die das Potenzial von Blogs und Webseiten entdeckten, und legte mit seinem Wahlkampf „den Grundstein für Obamas späteren Wahlsieg“. Der demokratisch-politische Berater Joe Trippi schreibt den kurzlebigen Erfolg seines damaligen Clienten Howard Dean dem Zuhören und der Führung der Netroots-Aktivität zu.
Die Netroots spielten auch eine entscheidende Rolle in der Wahl von Wesley Clark in die Präsidentschaftskampagne im Jahr 2004. Die aufsteigende Macht der Netroots kann außerdem während der 2006er Zwischenwahlen beobachtet werden. In einem Beispiel filmte ein Freiwilliger für die Senatkampagne vom Demokraten James Webb von Virginia die Anmerkungen vom damaligen Senator George Allen. Die betreffenden Anmerkungen, in denen George Allen vom Freiwilligen als „Macaca“ sprach (der Freiwillige stammte aus Südasien), wurden von vielen als rassistisch betrachtet. Das Video wurde auf YouTube veröffentlicht. Die ergebende Netroots-Aufmerksamkeit zum Video lösten eine Veranstaltungsreihe aus, die mit der Niederlage des Senators endete. James Webb war tatsächlich erfolgreich ausgewählt worden und betrat darauffolgend die Senatsnachwahl für Virginia. Netroots aktivitäten unterstützten auch Ned Lamont in seinem Sieg über Joe Lieberman im Jahr 2006.
Blogschreiber haben zu mehreren Kontroversen beigetragen. Darunter gehören die Anmerkungen vom damaligen Minderheitsführer im Senat, Trent Lott, bei einer Geburtstagsfeier vom damaligen Senator Strom Thurmond, das Dubai-Ports-World-Kontrovers, und das US-Anwalts-Kontrovers.

## Andere ähnliche Aktivitäten
Netrootsaktivitäten finden auch im Iran statt, das eine überproportionale Anzahl von Bloggern hat und im Vereinigten Königreich, wo sich starke Unterstützung für E-Demokratie finden lässt in der Form von lokalen Foren, wurden zu einer genehmigten Form von Feedback für die Leistung der Regierung. Netroots UK wurde gestartet im Jahr 2011 als ein Projekt in Partnerschaft mit den Organisatoren der US Netroots Nation, um die Netroots im Vereinigten Königreich mit Training und Vernetzung zu stärken. In Australien hat die Netroots „progressive“ Lobby-Gruppe GetUp mehr Mitglieder als alle Australischen politischen Parteien zusammen.
Netroots-Aktivitäten haben auch begonnen, in Studentenpolitik aufzutauchen, wo Soziale Netzwerke wie Facebook in Studentenwahlen benutzt wurden.

### In Schweden
Die Sozialdemokratische Arbeiterpartei Schwedens hat ein Netzwerk geöffnet für alle „progressiven“ Blogger in Schweden. Das Netzwerk trifft sich regelmäßig und hält eine jährliche Versammlung, Nätrot (Netroots in Schwedisch). Die erste Nätrot-Versammlung wurde gehalten im Schwedischen Parlament 2006 mit Joe Trippi als Gastsprecher. Die zweite, 2008, auch im Schwedischen Parlament, und die dritte, Nätrot ’09 war in Visby, Almedalen mit John Aravosis von Americablog und Jane Hamsher von Firedoglake.
2010 wurde das Buch „Netroots – Eine progressive Blogbewegung, die die Agenda bestimmte“ (Netroots – En progressiv bloggrörelse som sätter agendan) in Schweden publiziert (Author Johan Ulvenlöv).
2012 fand die größte Versammlung von progressiven Bloggern in Skandinavien in Stockholm statt.